# Lista de prêmios e indicações recebidos por Luísa Sonza
A lista dos prêmios e indicações recebidos por Luísa Sonza, uma cantora e compositora brasileira, consiste em 15 prêmios vencidos e 67 indicações.

## Billboard Women in Music Awards
| Ano  | Indicação | Categoria    | Resultado | Ref.  |
| ---- | --------- | ------------ | --------- | ----- |
| 2024 | Ela mesma | Força Global | Venceu    | [ 1 ] |

## Capricho Awards
| Ano  | Indicação | Categoria       | Resultado |
| ---- | --------- | --------------- | --------- |
| 2020 | "Braba"   | Hit Nacional    | Indicado  |
| 2020 | "Flores"  | Feat do Ano     | Indicado  |
| 2020 | Ela mesma | Artista Musical | Indicado  |

## Grammy Latino
| Ano  | Indicação        | Categoria                                           | Resultado | Ref.        |
| ---- | ---------------- | --------------------------------------------------- | --------- | ----------- |
| 2022 | Doce 22          | Melhor Álbum Pop Contemporâneo em Língua Portuguesa | Indicado  | [ 2 ] [ 3 ] |
| 2024 | Escândalo Íntimo | Melhor Álbum Pop Contemporâneo em Língua Portuguesa | Indicado  |             |
| 2024 | "Chico"          | Melhor Canção em Língua Portuguesa                  | Indicado  |             |

## Meus Prêmios Nick
| Ano  | Indicação           | Categoria                | Resultado | Ref.  |
| ---- | ------------------- | ------------------------ | --------- | ----- |
| 2017 | Ela mesma           | Canal de Música Favorito | Indicado  |       |
| 2018 | Luísa e Whindersson | Ship do Ano              | Indicado  |       |
| 2020 | Ela mesma           | Artista Musical Favorito | Indicado  | [ 4 ] |
| 2020 | Ela mesma           | Style do Ano             | Indicado  | [ 4 ] |

## MTV Europe Music Awards
| Ano  | Indicação | Categoria                 | Resultado |
| ---- | --------- | ------------------------- | --------- |
| 2021 | Ela mesma | Melhor Artista Brasileiro | Indicado  |
| 2023 | Ela mesma | Melhor Artista Brasileiro | Indicado  |
| 2024 | Ela mesma | Melhor Artista Brasileiro | Indicado  |

## MTV Millennial Awards Brasil
| Ano  | Indicação                          | Categoria         | Resultado |
| ---- | ---------------------------------- | ----------------- | --------- |
| 2018 | Cocielo, Whindersson, Tatá e Luísa | Selfie do Ano     | Venceu    |
| 2019 | Ela mesma                          | Revelação Musical | Venceu    |
| 2020 | "Combatchy"                        | Feat Nacional     | Venceu    |
| 2020 | "Flores"                           | Feat Nacional     | Indicado  |
| 2020 | "Braba"                            | Hino do Ano       | Indicado  |
| 2020 | Ela mesma                          | Live das Live     | Indicado  |
| 2020 | Ela mesma                          | Artista Musical   | Indicado  |
| 2021 | Ela mesma                          | Hitmaker Absurdo  | Indicado  |
| 2021 | Ela mesma                          | Artista Musical   | Indicado  |
| 2021 | "Modo Turbo"                       | Feat Nacional     | Indicado  |
| 2021 | "Modo Turbo"                       | Hino do Ano       | Indicado  |
| 2021 | "Modo Turbo"                       | Clipão da porr*   | Indicado  |
| 2022 | "Sentadona (Remix)"                | Hino do Ano       | Indicado  |
| 2022 | "Sentadona (Remix)"                | Coreô Envolvente  | Indicado  |
| 2022 | Ela mesma                          | Artista Musical   | Indicado  |
| 2022 | "Café da Manhã"                    | Feat Nacional     | Indicado  |

## People's Choice Awards
| Ano  | Indicação | Categoria            | Resultado |
| ---- | --------- | -------------------- | --------- |
| 2022 | Ela mesma | Influenciador do Ano | Indicado  |

## Play - Prémios da Música Portuguesa
| Ano  | Indicação    | Categoria        | Resultado |
| ---- | ------------ | ---------------- | --------- |
| 2022 | "Modo Turbo" | Prémio Lusofonia | Indicado  |

## Prêmio Contigo! Online
| Ano  | Indicação | Categoria         | Resultado |
| ---- | --------- | ----------------- | --------- |
| 2018 | Ela mesma | Revelação Musical | Venceu    |

## Prêmio Geração Glamour
| Ano  | Indicação | Categoria         | Resultado |
| ---- | --------- | ----------------- | --------- |
| 2019 | Ela mesma | Cantora Revelação | Venceu    |
| 2024 | Ela mesma | Cantora do Ano    | Venceu    |

## Prêmio Jovem Brasileiro
| Ano  | Indicação   | Categoria      | Resultado | Ref.   |
| ---- | ----------- | -------------- | --------- | ------ |
| 2018 | Ela mesma   | Covers         | Indicado  |        |
| 2019 | Ela mesma   | Melhor Cantora | Indicado  | [ 14 ] |
| 2020 | Ela mesma   | Melhor Cantora | Indicado  |        |
| 2020 | Hit do Ano  | "Combatchy"    | Indicado  |        |
| 2020 | Melhor Feat | "Combatchy"    | Venceu    |        |

## Premios Juventud
| Ano  | Indicação                         | Categoria  | Resultado |
| ---- | --------------------------------- | ---------- | --------- |
| 2025 | MIUMIU (com Sofía Reyes e RAINAO) | Girl Power | Pendente  |

## Prêmio Multishow de Música Brasileira
| Ano  | Indicação          | Categoria           | Resultado | Ref.   |
| ---- | ------------------ | ------------------- | --------- | ------ |
| 2017 | Ela mesma          | Melhor Cover da Web | Venceu    | [ 16 ] |
| 2020 | Ela mesma          | Melhor Cantora      | Indicado  |        |
| 2020 | "Braba"            | Música Chiclete     | Indicado  |        |
| 2020 | "Combatchy"        | Melhor Clipe TVZ    | Venceu    |        |
| 2021 | "Atenção"          | Melhor Clipe TVZ    | Indicado  |        |
| 2021 | "Modo Turbo"       | Melhor Clipe TVZ    | Indicado  |        |
| 2021 | Ela mesma          | Performance do Ano  | Indicado  |        |
| 2021 | Ela mesma          | Cantora do Ano      | Indicado  |        |
| 2022 | Ela mesma          | Artista do Ano      | Indicado  | [ 17 ] |
| 2022 | Ela mesma          | Voz do Ano          | Indicado  | [ 17 ] |
| 2022 | "Cachorrinhas"     | Clipe TVZ do Ano    | Indicado  | [ 17 ] |
| 2023 | "Campo de Morango" | Clipe TVZ do Ano    | Indicado  | [ 18 ] |
| 2023 | Escândalo Íntimo   | Álbum do Ano        | Indicado  | [ 19 ] |
| 2023 | Escândalo Íntimo   | Capa do Ano         | Indicado  | [ 20 ] |
| 2023 | "Chico"            | Hit do Ano          | Indicado  | [ 18 ] |
| 2023 | "Chico"            | MPB do Ano          | Indicado  | [ 21 ] |
| 2023 | Ela mesma          | Voz do Ano          | Indicado  | [ 18 ] |
| 2023 | Ela mesma          | Artista do Ano      | Indicado  | [ 22 ] |

## Prêmio Rádio Globo Quem
| Ano  | Indicação        | Categoria                  | Resultado |
| ---- | ---------------- | -------------------------- | --------- |
| 2021 | "Não Vai Embora" | Melhor Feat                | Venceu    |
| 2021 | "Combatchy"      | Melhor Feat                | Indicado  |
| 2021 | "Modo Turbo"     | Melhor Feat                | Indicado  |
| 2021 | "Modo Turbo"     | Melhor Coreografia         | Venceu    |
| 2021 | "Braba"          | Melhor Música Pop Nacional | Indicado  |

## SEC Awards
| Ano  | Indicação           | Categoria               | Resultado |
| ---- | ------------------- | ----------------------- | --------- |
| 2022 | "Melhor Sozinha"    | Música do Ano           | Venceu    |
| 2022 | "Café da Manhã"     | Clipe do Ano            | Indicada  |
| 2022 | Doce 22             | Álbum/EP do Ano         | Indicada  |
| 2022 | "Sentadona (Remix)" | Feat do Ano             | Indicada  |
| 2022 | Ela mesma           | Artista Feminina do Ano | Indicada  |
| 2022 | Sonzers             | Fandom do Ano           | Indicada  |

## TikTok Awards
| Ano  | Indicação | Categoria      | Resultado |
| ---- | --------- | -------------- | --------- |
| 2023 | Ela mesma | Artista TikTok | Pendente  |

## Troféu Internet
| Ano  | Indicação | Categoria      | Resultado |
| ---- | --------- | -------------- | --------- |
| 2022 | Ela mesma | Melhor Cantora | Indicado  |

## WME Awards
| Ano  | Indicação          | Categoria                | Resultado |
| ---- | ------------------ | ------------------------ | --------- |
| 2018 | Ela mesma          | Revelação do Ano         | Venceu    |
| 2019 | "Boa Menina"       | Melhor Música Popular    | Indicado  |
| 2019 | "Garupa"           | Melhor Videoclipe        | Indicado  |
| 2020 | Ela mesma          | Melhor Live Musical      | Indicado  |
| 2020 | Ela mesma          | Melhor Cantora           | Indicado  |
| 2020 | "Combatchy"        | Melhor Videoclipe        | Indicado  |
| 2020 | "Braba"            | Melhor Videoclipe        | Indicado  |
| 2020 | "Braba"            | Melhor Música Mainstream | Venceu    |
| 2021 | Ela mesma          | Melhor Cantora           | Indicado  |
| 2021 | "Melhor Sozinha"   | Melhor Videoclipe        | Indicado  |
| 2021 | Doce 22            | Melhor Álbum             | Indicado  |
| 2021 | "Penhasco"         | Melhor Música Mainstream | Indicado  |
| 2022 | Ela mesma          | Melhor Show              | Indicado  |
| 2022 | Ela mesma          | Melhor Cantora           | Venceu    |
| 2022 | "Cachorrinhas"     | Melhor Videoclipe        | Venceu    |
| 2023 | Escândalo Íntimo   | Melhor Álbum             | Indicado  |
| 2023 | "Chico"            | Melhor Música Mainstream | Venceu    |
| 2023 | "Campo de Morango" | Melhor Videoclipe        | Indicado  |

## Prêmio Trends
| Ano  | Indicação        | Categoria      | Resultado |
| ---- | ---------------- | -------------- | --------- |
| 2024 | Ela mesma        | Melhor Artista | Pendente  |
| 2024 | Escândalo Íntimo | Melhor Álbum   | Venceu    |

## Mix Awards
| Ano  | Indicação | Categoria      | Resultado |
| ---- | --------- | -------------- | --------- |
| 2023 | Ela mesma | Artista do Ano | Pendente  |